# St. Julian's
St. Julian's (maltesiska: San Ġiljan)  är en ort och kommun i republiken Malta. Den ligger på ön Malta di den centrala delen av landet, 3 kilometer nordväst om huvudstaden Valletta. 
St. Julian's är främst känd som turiststad, med många hotell, restauranger och kaféer. Turistområdet är främst koncentrerat till ett område med det informella namnet Paceville, men sträcker sig även längs med kusten till staden Sliema.